# Abraham Schmiedl
Abraham Schmiedl – doktor, pierwszy rabin obwodowy (Kreisrabbiner) dla obwodu cieszyńskiego od 1848 do 1853. Kompetencje Schmiedla rozciągały się na cały Śląsk Cieszyński.
Jego następcą został Josef Guggenheimer.